# 小林正夫 (実業家)
小林 正夫（こばやし まさお、1933年 - ）は、日本の実業家。日本製紙代表取締役社長、日本ユニパックホールディング代表取締役社長、日本製紙グループ本社代表取締役会長、日本製紙連合会会長、財務会計基準機構理事長等を歴任した。藍綬褒章、旭日重光章受章。

## 人物・経歴
1955年に一橋大学経済学部を卒業し十條製紙株式会社（現日本製紙株式会社）入社。1984年取締役。常務、専務を経て、1996年第2代日本製紙株式会社代表取締役社長に就任。製紙業界の大型合併が続く中、当初合併を否定してた大昭和製紙株式会社と2001年に事業統合し、株式移転により持株会社となる株式会社日本ユニパックホールディング（現日本製紙株式会社）を設立。同社代表取締役社長に就任した
。同年財団法人財務会計基準機構理事長。2002年株式会社日本ユニパックホールディングス代表取締役会長。2004年株式会社日本製紙グループ本社代表取締役会長。同年旭日重光章受章。2005年株式会社日本製紙グループ本社特別顧問。日本製紙連合会会長、財団法人産業廃棄物処理事業振興財団理事、財団法人国際文化フォーラム理事、経団連経済法規委員会共同委員長なども歴任した。